# Tour de France 2019/16. Etappe
Die 16. Etappe der Tour de France 2019 fand am 23. Juli 2019 statt. Die 177 Kilometer lange Flachetappe begann und endete in Nîmes. Der Niederländer Wilco Kelderman (Team Sunweb) trat aufgrund von Rückenproblemen nicht mehr zur Tour an. Der Etappenstart war um 13:20 Uhr am Amphitheater von Nîmes, der scharfe Start erfolgte um 13:35 Uhr nördlich der École nationale de police von Nîmes nahe dem Flugplatz Nîmes-Courbessac.

## Rennverlauf
Der scharfe Start verzögerte sich, da der Norweger Alexander Kristoff in der neutralisierten Zone technische Probleme mit seinem Fahrrad hatte. Zu Beginn der Etappe konnten sich Alexis Gougeard, Stéphane Rossetto, Łukasz Wiśniowski, Paul Ourselin und Lars Bak vom restlichen Fahrerfeld erfolgreich absetzen, fuhren allerdings nur einen maximalen Vorsprung von etwa zwei Minuten heraus.
In Uzès, knapp 27 Kilometer vor dem Ziel, stürzte der Däne Jakob Fuglsang (Team Astana) schwer und musste die Tour aufgeben. Er erlitt schwere Prellungen an der linken Hand, den Armen und den Knien.
Bei 2,5 Kilometer vor dem Ziel wurde die Spitzengruppe eingeholt. Im Massensprint siegte Caleb Ewan knapp vor Elia Viviani, Dylan Groenewegen und Peter Sagan. Für Ewan war es der zweite Tour-Etappensieg 2019, nachdem er bereits die 11. Etappe in Toulouse gewonnen hatte. Sagan festigte mit dem 4. Platz seine Führung in der Sprintwertung. Alexis Gougeard wurde zum kämpferischsten Fahrer der Etappe ernannt.

## Zeitbonus
| Zeitbonus am Etappenziel | Zeitbonus am Etappenziel |
| Fahrer                   | Zeitbonus                |
| ------------------------ | ------------------------ |
| Caleb Ewan (LTS)         | 10 Sekunden              |
| Elia Viviani (DQT)       | 6 Sekunden               |
| Dylan Groenewegen (TJV)  | 4 Sekunden               |

## Aufgaben
- Wilco Kelderman (SUN): Nicht zur Etappe angetreten
- Jakob Fuglsang (AST): Aufgabe während der Etappe